# Kanton Saulx
Kanton Saulx (francouzsky Canton de Saulx) je francouzský kanton v departementu Haute-Saône v regionu Franche-Comté. Tvoří ho 17 obcí.

## Obce kantonu
- Abelcourt
- Adelans-et-le-Val-de-Bithaine (část)
- Betoncourt-lès-Brotte
- Châteney
- Châtenois
- La Creuse
- Creveney
- Genevrey
- Mailleroncourt-Charette
- Meurcourt
- Neurey-en-Vaux
- Saulx
- Servigney
- Velleminfroy
- Velorcey
- La Villedieu-en-Fontenette
- Villers-lès-Luxeuil